# Посёлок Урюшевского спиртзавода
Посёлок Урюшевского спиртзавода (Урюшевский спиртзавод) — исчезнувший посёлок Мрясимовского сельсовета в Караидельском районе Башкортостана. В 2005 году посёлок Урюшевского спиртзавода и посёлок Красный Урюш объединены в село Красный Урюш.
Закон «О внесении изменений в административно-территориальное устройство Республики Башкортостан в связи с образованием, объединением, упразднением и изменением статуса населенных пунктов, переносом административных центров» от 20 июля 2005 года N 211-з постановил:

ст. 2. Объединить следующие населенные пункты с сохранением наименований:

6) в Караидельском районе:

поселок Урюшевского спиртзавода и поселок Красный Урюш Мрясимовского сельсовета, установив объединенному населенному пункту тип поселения — село, с сохранением наименования «Красный Урюш»;

## Известные жители
- Галиакбаров, Виль Файзулович — Доктор технических наук (2002), профессор (2003). Заслуженный изобретатель БАССР (1989). Лауреат премии Правительства РФ (1999).
- Шарипова-Сухорослова Людмила Васильевна — рабочая Урюшевского спиртзавода, награждена Орденом «Материнская слава» III степени (1982)[1].